# هارايه
الهارايه أوالهارايي ( 祓 أو 祓い ) هو مصطلح عام لطقوس من تنقية في دين الشنتو.
الهارايي هي واحدة من أربعة عناصر أساسية تشارك في حفل الشنتو. والغرض من ذلك هو تنقية التلوث أو الذنوب ( تسومي ) والنجاسة ( kegare ).  وتشمل هذه المفاهيم سوء الحظ والمرض وكذلك الشعور بالذنب بالمعنى الإنجليزي. غالبًا ما يوصف هاراي بالتطهير، لكنه يُعرف أيضًا باسم طرد الأرواح الشريرة الذي يجب القيام به قبل العبادة. وغالبًا ما يتضمن الهارايي غسلًا رمزيًا بالماء، أو جعل كاهن شنتوي يهز عصا ورقية كبيرة تسمىأونوسا أوهارايغوشي فوق الشيء المراد تطهيره. ويمكن تأديته على الأشخاص والأماكن والأشياء.

## التاريخ

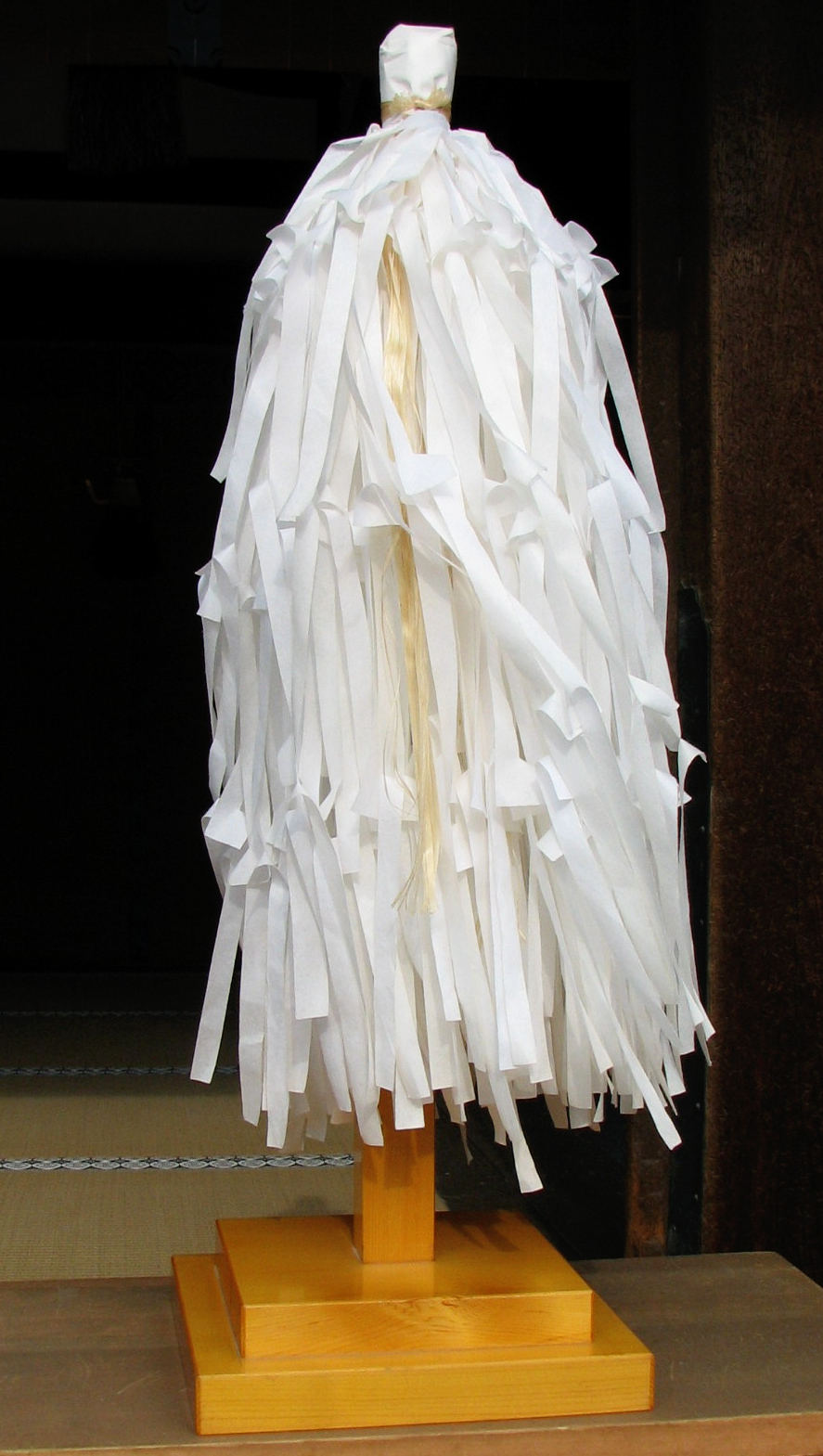
الأونوسا، وتستخدم في أنواع معينة من الهارايي الشنتوي.

ينبعالهاراي من أسطورة سوسانو-أُو، شقيق إلهة الشمس أماتيراسو. ووفقا للأسطورة، بينما كانت أماتيراسو تشرف على حياكة ملابس الآلهة في قاعة النسيج الخالص، اخترق سوسانو السقف وأسقط حصانا سماويا مسلوخا. هذا أذهل واحدة من الحاضرين، وفي تحريضها ، قتلت نفسها عن طريق الخطأ بوشيعة المغزل. هربت أماتيراسو إلى الكهف السماوي أمانو إيواتو. وطُرِد سوسانو-أو لاحقًا من السماء واستؤنفت سيادة أماتيراسو. يتم تمثيل طقوس الشينتو التقليدية للتطهير هارايي عند إزالة سوسانو من السماء. 

## الممارسة
هناك طرق مختلفة تمارس فيها الهارايي. ففي ضريح إيسيه الكبير، «أقدس أضرحة الشنتو في اليابان»، يتم تعليق التعويذات الخشبية المسماة أُو-هارايي في جميع أنحاء الضريح.
في جميع احتفالات الشنتو الدينية، يتم تنفيذالهارايي في بداية الطقوس لتطهير أي شر أو تلوث أو خطايا قبل أن يقدم أي شخص قرابينللكامى. وفي كثير من الأحيان، يتم استخدام الماء والملح في الاحتفالات لشطف اليدين والوجه، والضريح كذلك قبل إعداده بعروض من السلع والمواد الغذائية. ثم يردد الكاهن، مع بقية المشاركين في الطقوس بعض الصلوات قبل أن ينقي الكاهن المساعد القرابين باستخدام عصا تسمى الهارايغوشي. 
تستخدم طريقة أخرى لأداء الهارايي هي الميسوجي، حيث يقف أحد المشاركين تحت شلال بارد بينما يردد التعويذات والصلوات. يقال إن الميسوجي ( 禊 ) يتم القيام به في اليوم الحادي عشر من الشهر، بما في ذلك أشهر الشتاء في ضريح تسوباكي الكبير. ولارتباطهما يشار إليهما جمعًا باسم ميسوجيهارايي (禊祓).
الأُوهاراي هي طريقة أخرى يتم تنفيذها لتطهير مجموعة كبيرة من الناس. تمارس هذه الطقوس في الغالب في يونيو وديسمبر لتطهير الأمة، وكذلك بعد وقوع كارثة. يتم تنفيذ هذه الممارسة أيضًا في مهرجان نهاية العام وقبل المهرجانات الوطنية الكبرى. 
شوباتسو (修祓 )، طقوس تطهيرية تُؤدى برش الملح، وهي ممارسة أخرى لدين الشنتو. يستخدم الملح كمطهر وذلك بوضع أكوام صغيرة منه أمام المطاعم، والمعروفة باسم موريجيو (盛り塩) أو شيوبانا (塩花، أزهار الملح)، لهدفين وهما درء الشر وجذب الزبائن.  بالإضافة إلى ذلك، يتم أيضًا رش الملح على الشخص بعد حضوره الجنازة وهذا شائع في دين الشنتو. مثال آخر على طقوس التطهير هذه هي رش الماء عند بوابة منزل الفرد، في الصباح والمساء. وهناك شكل مهم وواضح من هذه الطقوس هو عندما يرش مصارعو السومو الملح حول حلقة القتال قبل المباراة، لتطهير المنطقة. 